# Primera fila: Roberto Carlos
Primera fila: Roberto Carlos es un álbum en vivo del cantante brasileño Roberto Carlos. Fue grabado el 11 y 12 de mayo de 2015 en la ciudad de Londres, en el mítico Abbey Road Studios, el cantante realizó nuevas versiones de sus mayores éxitos en portugués y español en sonidos modernos.

## Lista de canciones
| Primera fila: Roberto Carlos - (CD) |                                               |          |  |
| N.º                                 | Título                                        | Duración |  |
| 1.                                  | «Emociones»                                   |          |  |
| 2.                                  | «Amigo»                                       |          |  |
| 3.                                  | «Detalles»                                    |          |  |
| 4.                                  | «Amada amante»                                |          |  |
| 5.                                  | «Tu regreso»                                  |          |  |
| 6.                                  | «El Portón»                                   |          |  |
| 7.                                  | «Lady Laura»                                  |          |  |
| 8.                                  | «And I Love Her»                              |          |  |
| 9.                                  | «Cama y Mesa»                                 |          |  |
| 10.                                 | «Mujer Pequeña»                               |          |  |
| 11.                                 | «La Distancia»                                |          |  |
| 12.                                 | «Propuesta»                                   |          |  |
| 13.                                 | «Te Amo, Te Amo, Te Amo»                      |          |  |
| 14.                                 | «Ilegal, Inmoral O Engorda»                   |          |  |
| 15.                                 | «Arrasta Una Silla» (con Marco Antonio Solís) |          |  |
| 16.                                 | «Las Curvas de Santos»                        |          |  |
| 17.                                 | «Jesus Cristo»                                |          |  |
| 1:12:41                             |                                               |          |  |

| (DVD) |                                                       |          |  |
| N.º   | Título                                                | Duración |  |
| 1.    | «Emociones» (en vivo)                                 |          |  |
| 2.    | «Amigos» (en vivo)                                    |          |  |
| 3.    | «Detalles» (en vivo)                                  |          |  |
| 4.    | «Amada amante» (en vivo)                              |          |  |
| 5.    | «Tu regreso» (en vivo)                                |          |  |
| 6.    | «El portón» (en vivo)                                 |          |  |
| 7.    | «Lady Laura» (en vivo)                                |          |  |
| 8.    | «And I Love Her» (en vivo)                            |          |  |
| 9.    | «Cama y Mesa» (en vivo)                               |          |  |
| 10.   | «Mujer Pequeña» (en vivo)                             |          |  |
| 11.   | «La distancia» (en vivo)                              |          |  |
| 12.   | «Propuesta» (en vivo)                                 |          |  |
| 13.   | «Te Amo, Te Amo, Te Amo» (en vivo)                    |          |  |
| 14.   | «Ilegal, Inmoral O Engorda» (en vivo)                 |          |  |
| 15.   | «Arrasta Una Silla» (en vivo con Marco Antonio Solís) |          |  |
| 16.   | «Las Curvas de Santos» (en vivo)                      |          |  |
| 17.   | «Jesus Cristo» (en vivo)                              |          |  |
| 18.   | «Documental de Roberto Carlos: Primera Fila»          |          |  |

## Certificaciones

### Álbum
| País   | Organismo certificador | Certificación | Ventas |
| ------ | ---------------------- | ------------- | ------ |
| México | AMPROFON               | Oro           | 30 000 |